# Long Xuyên (tỉnh)
Long Xuyên là thành phố loại 1 thuộc tỉnh An Giang, nằm ở miền Nam nước Việt Nam.

## Địa lý
Tỉnh Long Xuyên năm 1920 có vị trí địa lý:
- Phía đông giáp tỉnh Cần Thơ và tỉnh Sa Đéc
- Phía tây giáp tỉnh Châu Đốc
- Phía nam giáp tỉnh Rạch Giá
- Phía bắc giáp tỉnh Phong Thạnh.

## Hành chính

### Năm 1897
- Tổng An Bình gồm 6 làng: Bình Đức Đông, Mỹ Chánh, Mỹ Hưng, Phú Xuân, Tấn Đức, Tân Phước
- Tổng An Phú gồm 7 làng: An Hòa, Bình Ninh, Bình Thạnh Tây, Định Yên, Tân Bình, Tân Bình Đông, Tân Thạnh Trung
- Tổng Biên Thành gồm 5 làng: Cần Đăng, Cà Lâu, Nhuận Ốc, Thâm Trạch, Vọng Thê
- Tổng Định Hòa gồm 11 làng: An Thạnh Trung, Hưng Châu, Long Kiến, Kiến An, Kiến Thạnh, Long Thạnh, Mỹ Hòa, Mỹ Hội Đông, Mỹ Luông, Nhơn An, Tú Điền
- Tổng Định Mỹ gồm 8 làng: Thạnh An, Thạnh Hòa Trung Nhì, Thạnh Hòa Trung Nhứt, Tân Hưng, Tân Lộc Đông, Tân Lộc Tây, Tân Thuận Đông, Thới Thuận
- Tổng Định Phước gồm 10 làng: Mỹ Phước, Thoại Sơn, Mỹ Quới, Thới Tây Trung, Mỹ Thạnh, Vĩnh Chánh, Phú Hòa, Vĩnh Phú, Phú Nhuận, Vĩnh Trinh
- Tổng Phong Thạnh Thượng gồm 6 làng: An Phú, An Phong, An Thành, Bình Thành, Tân Phú, Tân Thạnh;
- Tổng Định Thành Hạ gồm 9 làng: Bình Đức, Hòa Bình, Bình Hòa Trung, Mỹ Hội Tiền, Bình Phú, Vĩnh Hạnh, Bình Thủy, Vĩnh Thuận, Định Mỹ.

### Năm 1917
- Quận Châu Thành có 3 tổng:

- Tổng Định Phú gồm 7 làng: Định Mỹ, Phú Nhuận, Thoại Sơn, Thâm Trạch, Vĩnh Phú, Vọng Thê, Vĩnh Thuận
- Tổng Định Phước gồm 7 làng: Mỹ Phước, Mỹ Thạnh, Nhuận Ốc, Phú Hòa, Vĩnh Chánh, Vĩnh Trinh, Thới Tây Trung
- Tổng Định Thành gồm 9 làng: Bình Đức, Bình Hòa, Bình Phú, Bình Thủy, Cần Đăng, Cà Lâu, Hòa Bình, Mỹ Hòa Hưng, Vĩnh Hanh.

- Quận Thốt Nốt có 2 tổng:

- Tổng An Phú gồm 7 làng: An Hòa, Bình Ninh, Bình Thành Tây, Định Yên, Tân Bình, Tân Bình Đông, Tân Thạnh Trung
- Tổng Định Mỹ gồm 8 làng: Thới Thuận, Tân Thuận Đông, Tân Lộc Đông, Tân Lộc Tây, Tân Hưng, Thạnh Hòa Trung Nhứt, Thạnh Hòa Trung Nhì, Thạnh An.

- Quận Chợ Mới có 3 tổng:

- Tổng An Bình (Cù lao Giêng) gồm 6 làng: Bình Đức Đông, Tân Phước, Phú Xuân, Mỹ Chánh, Mỹ Hưng, Tấn Đức
- Tổng Định Hòa gồm 8 làng: An Thạnh Trung, Kiến An, Long Điền, Long Kiến, Mỹ Hội Đông, Mỹ Luông, Nhơn An, Mỹ Hòa
- Tổng Phong Thạnh Thượng gồm 6 làng: An Phong, An Phú, An Thành, Bình Thành, Tân Phú, Tân Thạnh.

### Năm 1939
- Quận Châu Thành có 3 tổng:

- Tổng Định Phú gồm 6 làng: Định Mỹ, Phú Nhuận, Thoại Sơn, Vĩnh Phú, Vĩnh Trạch, Vọng Thê
- Tổng Định Phước gồm 6 làng: Mỹ Phước, Mỹ Thới, Phú Hòa, Vĩnh Chánh, Vĩnh Trinh
- Tổng Định Thành gồm 7 làng: Bình Đức, Bình Hòa, Bình Thủy, Cần Đăng, Hòa Bình Thạnh, Mỹ Hòa Hưng, Vĩnh Hanh.

- Quận Thốt Nốt có 2 tổng:

- Tổng An Phú gồm 6 làng: An Hòa, Bình Đông, Bình Thành Tây, Định Yên, Tân Bình, Tân Thạnh Trung
- Tổng Định Mỹ gồm 8 làng: Thuận Hưng, Tân Lộc Đông, Tân Lộc Tây, Thạnh Hòa Trung Nhứt, Thạnh Hòa Trung An, Thạnh Phú, Thạnh Quới, Thới Thuận.

- Quận Chợ Mới có 3 tổng:

- Tổng An Bình gồm 4 làng: Bình Phước Xuân, Mỹ Chánh, Mỹ Hưng, Tấn Đức (Cù lao Giêng)
- Tổng Định Hòa gồm 7 làng: An Thạnh Trung, Kiến An, Long Điền, Long Kiến, Mỹ Hội Đông, Mỹ Luông, Nhơn Mỹ
- Tổng Phong Thạnh Thượng gồm 5 làng: An Phong, Phú Thành, Bình Thành, Tân Phú, Tân Thạnh.

## Lịch sử
Tỉnh Long Xuyên được thành lập vào ngày 1 tháng 1 năm 1900, tồn tại vào thời Pháp thuộc và bị chính quyền Việt Nam Cộng hòa giải thể, mất tên gọi đơn vị hành chính cấp tỉnh từ cuối năm 1956 cho đến nay.

### Thời Pháp thuộc
Long Xuyên vốn là vùng đất cũ nằm trong tỉnh An Giang thuộc Nam Kỳ Lục tỉnh vào thời nhà Nguyễn độc lập.
Sau khi chiếm hết được các tỉnh Nam Kỳ vào năm 1867, thực dân Pháp dần xóa bỏ tên gọi tỉnh An Giang cùng hệ thống hành chính phủ huyện cũ thời nhà Nguyễn, đồng thời đặt ra các hạt Thanh tra. Địa bàn tỉnh An Giang cũ được chia ra cho 6 hạt, về sau đổi thành 6 tỉnh: Long Xuyên, Châu Đốc, Sa Đéc, Cần Thơ, Sóc Trăng và Bạc Liêu.
Hạt thanh tra Long Xuyên lúc bấy giờ được thành lập trên một phần đất đai của huyện Đông Xuyên và huyện Tây Xuyên cùng thuộc phủ Tuy Biên, tỉnh An Giang cũ; phần còn lại nhập vào hạt Thanh tra Châu Đốc. Đồng thời, hạt Long Xuyên cũng lấy thêm địa phận các làng Tân Phú, Tân Thạnh trước đó thuộc tổng Phong Thạnh, huyện Kiến Phong, tỉnh Định Tường để lập tổng mới gọi là tổng Phong Thạnh Thượng trực thuộc hạt Thanh tra Long Xuyên.
Ngày 5 tháng 1 năm 1876, hạt Thanh tra Long Xuyên đổi thành hạt tham biện Long Xuyên, các thôn đổi thành làng.
Hạt Long Xuyên đặt lỵ sở tại thôn Bình Đức, nơi có tòa bố, điện tín, bưu trạm, bệnh xá, trường sơ học. Các trạm chính là Lấp Vò (đi Sa Đéc), Thoại Sơn (đi Rạch Giá), Năng Gù (đi Châu Đốc) và Bình Đức (ở Long Xuyên). Lúc bấy giờ, tỉnh Long Xuyên có 7 chợ là:
- Mỹ Phước: làng Mỹ Phước, tổng Định Phước
- Lấp Vò: làng Tân Bình, tổng An Phú
- Bình Đức: làng Bình Đức, tổng Định Thành Hạ
- Trà Môn: làng Mỹ Chánh, tổng An Bình, cù lao Giêng
- Thốt Nốt: làng Thạnh Hòa Trung Nhứt, tổng Định Mỹ
- Thủ Chiến Sai: làng Tú Điền, tổng Định Hòa
- Ông Chưởng: làng Tú Điền, tổng Định Hòa.

Năm 1897, hạt Long Xuyên có 8 tổng, 62 làng như sau: 
- Tổng An Bình: 6 làng
- Tổng An Phú: 7 làng
- Tổng Biên Thành: 5 làng
- Tổng Định Hòa: 11 làng
- Tổng Định Mỹ: 8 làng
- Tổng Định Phước: 10 làng
- Tổng Phong Thạnh Thượng: 6 làng
- Tổng Định Thành Hạ: 9 làng.

Tỉnh Long Xuyên được thành lập theo Nghị định ngày 20 tháng 12 năm 1899 của Toàn quyền Đông Dương trên cơ sở đổi tên gọi tiểu khu hay hạt tham biện (arrondissement) thành tỉnh (province), kể từ ngày 1 tháng 1 năm 1900. Như vậy tỉnh Long Xuyên là một trong 20 tỉnh ở Nam Kỳ lúc bấy giờ. Tỉnh lỵ Long Xuyên đặt tại làng Mỹ Phước thuộc tổng Định Phước.
Năm 1917, thực dân Pháp cho thành lập ở tỉnh Long Xuyên 3 quận trực thuộc: Châu Thành, Chợ Mới và Thốt Nốt.
- Quận Châu Thành gồm 3 tổng: Định Phú, Định Phước, Định Thành Hạ. Quận lỵ: Long Xuyên (thuộc làng Mỹ Phước)
- Quận Chợ Mới gồm 3 tổng: An Bình, Định Hòa, Phong Thạnh Thượng. Quận lỵ: Chợ Mới (thuộc làng Long Điền)
- Quận Thốt Nốt gồm 2 tổng: An Phú, Định Mỹ. Quận lỵ: Thốt Nốt (thuộc làng Thạnh Hòa Trung Nhứt).

### Giai đoạn 1945–1954
Sau Cách mạng tháng Tám năm 1945, Ủy ban Kháng chiến Hành chánh Nam bộ chủ trương bỏ cấp tổng, bỏ đơn vị làng, thống nhất gọi là xã, đồng thời bỏ danh xưng quận, gọi thay thế bằng huyện. Chính quyền Việt Nam Cộng hòa đến năm 1956 cũng thống nhất dùng danh xưng là xã, tuy nhiên vẫn gọi là quận cho đến năm 1975. Lúc bấy giờ, Long Xuyên là một trong 21 tỉnh ở Nam Bộ.
Ngày 19 tháng 5 năm 1947, chính phủ lâm thời Nam Kỳ tự trị thuộc Liên bang Đông Dương quyết định tách đất quận Thốt Nốt để lập thêm quận Lấp Vò ban đầu cùng thuộc tỉnh Long Xuyên; quận lỵ đặt tại Lấp Vò (thuộc làng Bình Đông).
Ngày 12 tháng 9 năm 1947, Ủy ban Kháng chiến Hành chính Nam Bộ (chính quyền Việt Nam Dân chủ Cộng hòa) ban hành Chỉ thị số 50/CT về việc thay đổi sắp xếp hành chính của tỉnh Long Xuyên và tỉnh Châu Đốc, thành lập các tỉnh mới có tên là Long Châu Tiền và Long Châu Hậu như sau:
- Tỉnh Long Châu Tiền nằm ở phía bờ trái (tả ngạn) sông Hậu, hai bên sông Tiền, thuộc khu 8 và có 5 huyện: Tân Châu, Hồng Ngự, Chợ Mới, Châu Phú B, Lấp Vò.
- Tỉnh Long Châu Hậu nằm ở phía bờ phải (hữu ngạn) sông Hậu và có 6 huyện: Tịnh Biên, Tri Tôn, Thốt Nốt, Thoại Sơn, Châu Phú A và Châu Thành (bao gồm 2 tỉnh lỵ Long Xuyên và Châu Đốc).

Ngày 14 tháng 5 năm 1949, chính quyền Việt Nam Dân chủ Cộng hòa:
- Sáp nhập huyện Lấp Vò vào tỉnh Sa Đéc.
- Chia huyện Tân Châu của tỉnh Long Châu Tiền chia thành 2 huyện mới là Phú Châu và Tân Châu.
- Sáp nhập huyện Thốt Nốt vào tỉnh Cần Thơ.

Tháng 10 năm 1950, hợp nhất tỉnh Long Châu Hậu và tỉnh Hà Tiên thành tỉnh Long Châu Hà, gồm 8 huyện: Tịnh Biên, Tri Tôn, Châu Phú A, Châu Thành, Thoại Sơn, Thốt Nốt, Giang Châu (hợp nhất hai huyện Giang Thành và Châu Thành của tỉnh Hà Tiên cũ), Phú Quốc.
Tháng 6 năm 1951, tỉnh Long Châu Tiền hợp nhất với tỉnh Sa Đéc thành tỉnh Long Châu Sa, gồm 7 huyện: Châu Thành (của tỉnh Sa Đéc cũ), Lai Vung, Cao Lãnh, Tân Hồng, Tân Châu, Phú Châu, Chợ Mới. Trong đó, hai huyện Tân Hồng và Tân Châu vốn là hai huyện Hồng Ngự và Tân Châu của tỉnh Long Châu Tiền trước đó.
Tháng 7 năm 1951, hợp nhất 2 huyện Tri Tôn và Tịnh Biên thành huyện Tịnh Biên; hợp nhất 2 huyện Châu Thành và Thoại Sơn thành huyện Châu Thành; nhập huyện Lấp Vò vào tỉnh Long Châu Sa.
Tuy nhiên, tên các tỉnh Long Châu Tiền, Long Châu Hậu, Long Châu Sa và Long Châu Hà không được chính quyền Quốc gia Việt Nam của Bảo Đại và chính quyền Việt Nam Cộng hòa công nhận.
Ngày 29 tháng 12 năm 1952, chính quyền Quốc gia Việt Nam thân Pháp quyết định công nhận đô thị tỉnh lỵ Long Xuyên trở thành thị xã hỗn hợp (commune mixte) Long Xuyên trực thuộc tỉnh Long Xuyên.
Năm 1953, chính quyền Quốc gia Việt Nam thân Pháp lại quyết định thành lập thêm tại tỉnh Long Xuyên một quận mới là quận Núi Sập, với quận lỵ đặt tại Núi Sập (thuộc làng Thoại Sơn) do tách tổng Định Phú ra khỏi quận Châu Thành cùng tỉnh.
Năm 1954, chính quyền Việt Nam Dân chủ Cộng hòa giải thể các tỉnh Long Châu Sa, Long Châu Hà, đồng thời khôi phục lại tỉnh Long Xuyên (sáp nhập huyện Thốt Nốt vào tỉnh Long Xuyên), tỉnh Châu Đốc, tỉnh Sa Đéc và tỉnh Hà Tiên như cũ.

### Sau năm 1954
Ban đầu, chính quyền Quốc gia Việt Nam và sau đó là Việt Nam Cộng hòa vẫn duy trì tên gọi tỉnh Long Xuyên như thời Pháp thuộc.
Ngày 17 tháng 2 năm 1956, chính quyền Việt Nam Cộng hòa tách tổng Phong Thạnh Thượng ra khỏi quận Chợ Mới, tỉnh Long Xuyên để nhập vào tỉnh Phong Thạnh mới thành lập (sau đó lại đổi tên thành tỉnh Kiến Phong – nay là tỉnh Đồng Tháp).
Ngày 22 tháng 10 năm 1956, Tổng thống Việt Nam Cộng hòa Ngô Đình Diệm ban hành Sắc lệnh số 143-NV về việc hợp nhất tỉnh Châu Đốc và tỉnh Long Xuyên thành tỉnh An Giang. Tỉnh lỵ tỉnh An Giang đặt tại Long Xuyên và vẫn giữ nguyên tên là Long Xuyên.
Sau năm 1956, thị xã Long Xuyên bị giải thể.
Năm 1957, chính quyền Mặt trận Dân tộc Giải phóng miền Nam Việt Nam và sau này là Chính phủ Cách mạng lâm thời Cộng hòa miền Nam Việt Nam cùng với Việt Nam Dân chủ Cộng hòa cũng giải thể và sáp nhập hai tỉnh Long Xuyên và Châu Đốc với nhau để thành lập một tỉnh mới, vẫn lấy tên là tỉnh An Giang như phía chính quyền Việt Nam Cộng hòa đã thực hiện vào năm 1956.
Kể từ đây, địa danh Long Xuyên chỉ còn được dùng để chỉ khu vực tỉnh lỵ của tỉnh An Giang, sau năm 1975 gọi là thị xã Long Xuyên và ngày nay thì gọi là thành phố Long Xuyên, đơn vị hành chính cấp huyện trực thuộc tỉnh An Giang và là tỉnh lỵ của tỉnh An Giang.
Địa bàn tỉnh Long Xuyên cũ hiện nay tương ứng với thành phố Long Xuyên và các huyện Chợ Mới, Châu Thành, Thoại Sơn của tỉnh An Giang; toàn bộ quận Thốt Nốt, huyện Vĩnh Thạnh và một phần huyện Cờ Đỏ của thành phố Cần Thơ. Nếu kể luôn thời điểm trước năm 1956 thì tỉnh Long Xuyên bao gồm thêm các huyện Thanh Bình, Tam Nông, một phần huyện Lấp Vò của tỉnh Đồng Tháp.